# Chimarrhis duckeana
Chimarrhis duckeana är en måreväxtart som beskrevs av Piero G. Delprete. Chimarrhis duckeana ingår i släktet Chimarrhis och familjen måreväxter. Inga underarter finns listade i Catalogue of Life.